# 景烈皇后
景烈皇后（?—?），梁氏，嫁给西魏的陇西郡公李虎，生下一子李昞，李昞后来被北周封为唐国公。武德元年（618年），李昞的儿子李渊建立唐朝，六月廿二，追谥祖父李虎为太祖景皇帝。咸亨五年（674年）八月十五，唐高宗追谥高祖母梁氏为景烈皇后。